# Козловский (Екатеринбург)
Козловский — бывший посёлок в составе Орджоникидзевского района города Екатеринбурга в Свердловской области.
Расстояние до бывшего центра сельсовета посёлка Садовый (г. Екатеринбург) — 1 км, до ближайшей железнодорожной станции Березит — 3 км. Ближайшие населённые пункты — посёлки Садовый, Березит, Зелёный Бор.

## История
Посёлок до 2000-х годов входил в состав Садового сельсовета.
28 апреля 1999 года единственная улица поселка, ранее не имевшая названия, получила наименование Козловская.
9 декабря 2014 года был назначен опрос жителей по вопросу присоединения поселка к городу Екатеринбургу. Протокол опроса был утвержден 10 марта 2015 года.
11 февраля  2016 населённый пункт был упразднён и включён в городскую черту Екатеринбурга.

## Население
По переписи 2010 года в посёлке проживало 14 человек, в том числе 9 мужчин и 5 женщин. Преобладающая национальность (на 2002 год) — русские (86 %).
Долговременная динамика численности населения:
| н/д | н/д | н/д | н/д | н/д | н/д | н/д | 7 | 14 |